# Nhiễm sắc thể Philadelphia

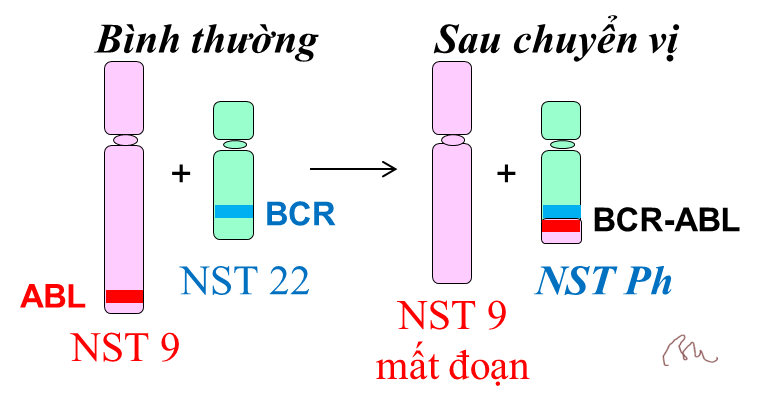
Hình 1: Lược đồ tạo thành nhiễm sắc thể Philadelphia

Nhiễm sắc thể Philadelphia là nhiễm sắc thể số 22 của người bị đột biến thêm một đoạn từ nhiễm sắc thể số 9 chuyển vào, được phát hiện lần đầu tiên tại Philadelphia, Hoa Kỳ vào năm 1959 ở người bị ung thư bạch cầu. Nhiễm sắc thể đột biến này được kí hiệu là Ph (từ Philadelphia) thường được tìm thấy ở các tế bào tủy xương của người bị bệnh bạch cầu nguyên bào tủy mãn tính (chronic myeloid leukemia, viết tắt là CML) và cũng được phát hiện ở người bị bệnh bạch cầu lymphô cấp tính (acute lymphoblastic leukemia - ALL).

## Khái niệm chung
- Xuất xứ thuật ngữ này là từ tiếng Anh: Philadelphia chromosome do các bác sĩ và nhà khoa học Hoa Kỳ phát hiện đầu tiên tại Philadelphia.[4]
- Nhiễm sắc thể Philadelphia thực chất là nhiễm sắc thể số 22 có thêm tổ hợp gen BCR-ABL được hình thành ở vị trí mà đoạn nhiễm sắc thể số 9 gắn vào (hình 1). Do đó dưới kính hiển vi, tiêu bản nhiễm sắc thể đồ của người bệnh ung thư bạch cầu đã được xử lí huỳnh quang sẽ xuất hiện nhiễm sắc thể có vạch xanh lẫn đỏ, trong khi bình thường chỉ có xanh hoặc đỏ. Hình 2 là ảnh chụp qua kính hiển vi huỳnh quang của bộ nhiễm sắc thể người bệnh ở kỳ giữa (metaphase) mô tả nhiễm sắc thể có chuyển vị T(9; 22) phát ra ánh lục và đỏ, trong khi các nhiễm sắc thể tương ứng (9 và 22) bình thường chỉ có lục hoặc chỉ có đỏ.[5]
- Tên nhiễm sắc thể Philadelphia thường được viết tắt là Ph (P lớn h nhỏ, đừng nhầm với p nhỏ H lớn là độ chua).

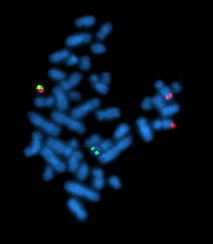
Hình 2: Ảnh chụp bộ nhiễm sắc thể người bệnh có Ph dưới kính hiển vi huỳnh quang.
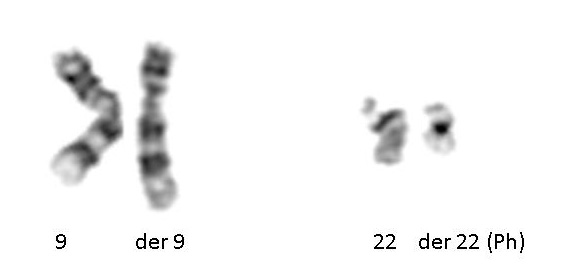
Hình 3: Ảnh chụp dưới KHV quang học NST số 9 và số 22 bình thường (trái) và đột biến (phải).
Hình 4: Sơ đồ tạo ra nhiễm sắc thể Philadelphia do chuyển vị đoạn nhiễm sắc thể.

## Lược sử phát hiện
- Ph được phát hiện và mô tả đầu tiên nhờ David A. Hungerford (1927–1993) là một bác sĩ kiêm nhà nghiên cứu ung thư Mỹ ở Viện nghiên cứu ung thư (Institute for Cancer Research) và gần như đồng thời, nhưng độc lập với ông là bác sĩ Peter Carey Nowell (1928-2016) - một nhà nghiên cứu ung thư - ở đại học Y khoa Pennsylvania (University of Pennsylvania School of Medicine). Cả hai cơ sở này đều thuộc Philadelphia nên người ta đã đặt tên nhiễm sắc thể đột biến đã phát hiện này theo tên thành phố đó.[5]
- Khi Hungerford chuẩn bị cho luận án tiến sĩ Y khoa của mình về nhiễm sắc thể trong một phòng thí nghiệm di truyền tại Trung tâm Ung thư Fox Chase, thì phát hiện một khiếm khuyết cấu trúc rất nhỏ ở bộ nhiễm sắc thể lấy từ mẫu máu của người bệnh bị ung thư bạch cầu. Cũng trong khoảng thời gian này, Nowell ở Đại học Pennsylvania, nghiên cứu các tế bào ung thư bạch cầu dưới kính hiển vi, thì ông nhận thấy bộ nhiễm sắc thể của người bệnh thường hỗn độn, không sắp xếp được đúng như "bản đồ kiểu nhân" hay kiểu nhân đồ (karyotype) của người bình thường theo công ước Y học Paris 1950. Bởi thế, ông tiếp tục nghiên cứu và tìm một chuyên gia về nhiễm sắc thể trong vùng để trao đổi và đã liên hệ được với Hungerford. Sau đó, hai ông đã cùng công bố phát hiện chung trên một tờ báo chuyên khoa.[6], [7]

## Sinh học Ph

### Cấu trúc Ph
- Ban đầu đột biến này được cho là đột biến mất đoạn ở nhiễm sắc thể số 21, nhưng đến năm 1973 đã xác định được thực chất và cơ chế gây đột biến này là đột biến chuyển đoạn giữa nhiễm sắc thể số 9 và 22, nhờ công lao của  Janet Davison Rowley (1925 - 2013) - một nhà di truyền Y học người Hoa Kỳ, tại Đại học Chicago.[8] Thành tựu của J.D. Rowley chỉ rõ Ph có cấu trúc và được hình thành thế nào như mô tả ở hình 4.
- Tế bào tủy xương có chứa Ph được tìm thấy trong khoảng 90% số người bệnh CML (bạch cầu tủy mãn tính) và đôi khi ở người bệnh ALL (bạch cầu lymphô cấp tính). Điều này có nghĩa là phát hiện ra người nào có Ph, thì người đó chắc chắn bị CML hoặc ALL; nhưng người bị CML hoặc ALL chưa chắc đã có Ph này. Do đó, khẳng định đột biến này gây ra bệnh ung thư máu[9] là chỉ đúng 90% theo thống kê trên.

### Di truyền tế bào học Ph
- Ph thực chất là nhiễm sắc thể số 22 nhận thêm một đoạn bị đứt của nhiễm sắc thể số 9. Quá trình này - theo lý thuyết - phải xảy ra qua hai giai đoạn: nhiễm sắc thể số 9 bị đứt đoạn, sau đó đoạn bị đứt gắn vào nhiễm sắc thể số 22. Bởi thế, về mặt di truyền tế bào học, thì đây là chuyển đoạn không tương hỗ giữa hai nhiễm sắc thể không tương đồng; còn về mặt di truyền phân tử, thì đây là tái tổ hợp không tương đồng, dẫn đến gen nhảy.
- Trong quá trình trên, sự chuyển vị (translocation) đoạn nhiễm sắc thể đã dẫn đến sự kết hợp gen BCR với gen ABL, tạo thành vùng gen tái tổ hợp BCR-ABL (vùng gen lai).[10]
  - Gen BCR mã hoá một prôtêin xúc tác là GTPaza (GAase) có vai trò "bật"/"tắt" việc truyền tín hiệu hóa học ở tế bào.[11]
  - Gen ABL mã hoá một loại prôtêin là abensơn (tên đầy đủ: Abelson tyrosine-protein kinase).[12] Gen ABL này mã hoá enzim kinaza có chức năng thêm một cụm ôxi và phosphor vào vị trí xác định.[13] Tùy thuộc vào độ chuẩn xác trong xét nghiệm, thì khối lượng phân tử của prôtêin abensơn dao động trong khoảng 185, 210 và 230 kDa (kilô Đan-tôn), nên prôtêin được phiên mã từ tổ hợp gen BCR-ABL này được gọi là p185 hoặc p210 hay p230, còn bạch cầu được phát sinh ra có chứa prôtêin này gọi là bạch cầu BCR-ABL.[14]
- Theo danh pháp ISCN (viết tắt từ tiếng Anh: International System for Human Cytogenetic Nomenclature, nghĩa là "danh pháp quốc tế về di truyền tế bào người"), thì đột biến này được kí hiệu là t(9; 22) (q34; q11). Kí hiệu này mô tả (bằng lời): sự chuyển đoạn (translocation) lô-cut gen số 34 ở cánh ngắn (q) nhiễm sắc thể số 9, sang chèn vào lô-cut số 11 ở cánh ngắn (q) của nhiễm sắc thể số 22.
- Tuy nhiên, đến nay các nhà nghiên cứu đã biết rằng ở cùng "vùng gen lai" như nhau, lại thu được ít nhất 3 dạng bệnh khác nhau về chi tiết:[15]
  - bệnh CML (Chronic Myelogenous Leukemia - bạch cầu tủy xương mãn tính),
  - bệnh AML (Acute Myeloid Leukemia - bạch cầu tủy cấp tính),
  - bệnh ALL (Acute Lymphocytic Leukemia - bạch cầu limphô cấp tính).[16]

## Bệnh học Ph
- Tổ hợp gen BCR-ABL nói trên gây ra một loại bệnh ung thư máu, ở Việt Nam được gọi bằng các tên khác nhau, nhưng đều liên quan đến Ph: 
 - Bệnh bạch cầu tuỷ xương mãn tính (cũng gọi: "bệnh bạch cầu tuỷ xương mạn") dịch từ thuật ngữ "Chronic Myeloid Leukaemia" viết tắt là CML.[17]
 - Bệnh bạch cầu BCR-ABL.
 - Bệnh ung thư bạch cầu lympho cấp tính, cũng gọi: "bệnh ung thư lim-phô cấp", dịch từ thuật ngữ "acute lymphoblastic leukemia" (viết tắt là ALL) có Ph.[18]
 - Bệnh nhiễm sắc thể Philadelphia.

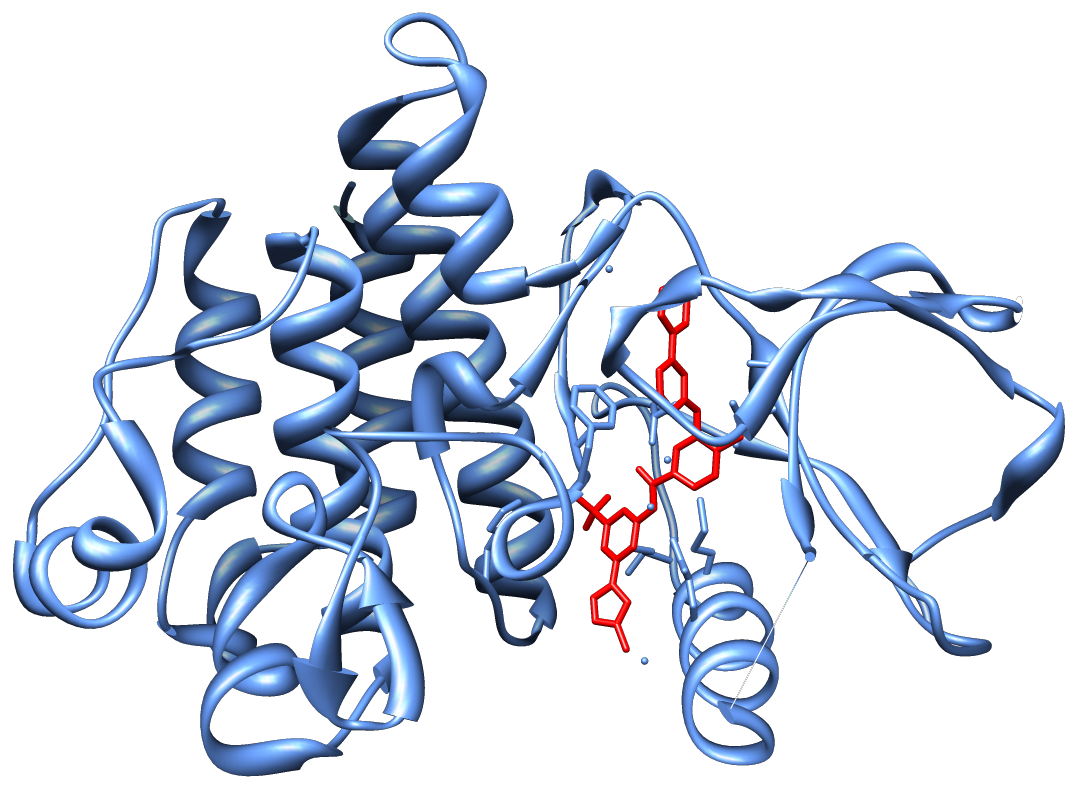
Hình 5: Cấu trúc chất ức chế tyrosine-kinase II (đỏ) kết hợp với miền Abl kinase (xanh).

- Mặc dù bệnh gây ra rất nhiều triệu chứng và thường biến chứng, nhưng nguyên nhân chủ yếu là tổ hợp gen đột biến BCR-ABL sản sinh quá nhiều một loại prôtêin có chức năng enzym gọi là ty-rô-zin ki-na-za (Tyrosine kinase) nên dẫn đến bệnh. Do đó, thuốc điều trị chủ yếu là chất ức chế phát sinh enzym này (xem hình 5)

Chi tiết hơn về bệnh này và cách điều trị xem ở trang Bệnh bạch cầu tuỷ xương mãn tính hoặc các trang Y học Việt Nam.,